# Macrophya
Genre
Macrophya est un genre d'insectes hyménoptères de la famille des Tenthredinidae.

## Sous-genres et espèces rencontrés en Europe
- Sous-genre Macrophya (Macrophya) :
  - Macrophya albicincta (Schrank, 1776).
  - Macrophya albipuncta (Fallén, 1808).
  - Macrophya alboannulata A. Costa, 1859.
  - Macrophya annulata (Geoffroy, 1785).
  - Macrophya annulicornis Konow, 1904.
  - Macrophya aphrodite Benson, 1954.
  - Macrophya blanda (Fabricius, 1775).
  - Macrophya carinthiaca (Klug, 1817).
  - Macrophya chrysura (Klug, 1817).
  - Macrophya crassula (Klug, 1817).
  - Macrophya diversipes (Schrank, 1782).
  - Macrophya duodecimpunctata (Linnaeus, 1758).
  - Macrophya erythrocnema A. Costa, 1859.
  - Macrophya erythrogaster (Spinola, 1843).
  - Macrophya infumata Rohwer, 1925.
  - Macrophya militaris (Klug, 1817).
  - Macrophya minerva Benson, 1968.
  - Macrophya montana (Scopoli, 1763).
  - Macrophya parvula Konow, 1884.
  - Macrophya postica (Brullé, 1832).
  - Macrophya recognata Zombori, 1979.
  - Macrophya ribis (Schrank, 1781).
  - Macrophya rufipes (Linnaeus, 1758).
  - Macrophya rufopicta Enslin, 1910.
  - Macrophya sanguinolenta (Gmelin, 1790).
  - Macrophya superba Tischbein, 1852.
  - Macrophya tenella Mocsáry, 1881.
  - Macrophya teutona (Panzer, 1799).
  - Macrophya tibialis Mocsáry, 1881.
  - Macrophya tricoloripes Mocsáry, 1881.
  - Macrophya vitta Enslin, 1910.
- Sous-genre Macrophya (Pseudomacrophya) :
  - Macrophya hispana Konow, 1904.
  - Macrophya punctumalbum (Linnaeus, 1767).